# Youtubers Life
Youtubers Life ist ein Lebens- und Wirtschaftssimulationsvideospiel, das von dem spanischen Independent-Studio U-Play Online entwickelt wird. Das Spiel wurde im Mai 2016 auf Steam als Early-Access-Titel veröffentlicht. Am 19. Oktober 2021 erschien mit Youtubers Life 2 ein Nachfolger.

## Spielmechanik
Youtubers Life ist ein Lebenssimulationsspiel mit Business-Simulationselementen und Einflüssen aus Spielen wie Game Dev Tycoon und der Die-Sims-Reihe. Der Spieler schlüpft in die Rolle einer aufstrebenden YouTube-Persönlichkeit. Zusätzlich zur Erstellung von Videos für den Kanal muss der Spieler auch die Bildung und das soziale Leben der Figur verwalten. Während sich der Charakter und der Kanal entwickelt, kann der Spieler Mitarbeiter einstellen und muss das wachsende Content-Netzwerk steuern. Die Möglichkeit, Videos für Freunde zu erstellen, Videos durch Werbeverträge zu erstellen und die Einnahmen aus den Anzeigen der einzelnen Videos ermöglichen es dem Charakter, Upgrades seiner Ausrüstung und seines Wohnraums zu kaufen und auf Ressourcen zuzugreifen, um die Fähigkeiten seines Charakters zu verbessern.

## Entwicklung
Youtubers Life wurde von U-Play Online, einem Independent-Spielesoftwareunternehmen mit Sitz in Barcelona, Spanien, entwickelt. Nachdem das Spiel, durch Nutzerabstimmung im Greenlight-Programm, 2015 auf der Spieleplattform Steam akzeptiert wurde, erfolgte am 18. Mai 2016 auf selbiger die Veröffentlichung als Early-Access-Spiel für Microsoft Windows und OS X. Mit der Herausgabe von Update 1.0.0 am 2. Februar 2017 verließ das Spiel die Early-Access-Phase. Eine Version für iOS wurde im September 2016 veröffentlicht, eine Android-Umsetzung folgte im Mai 2017.
Im November 2018 wurde die Youtubers-Life-OMG!-Edition auf der Nintendo Switch, der PlayStation 4 und der Xbox One veröffentlicht. Käufer der Windows-, iOS- und Android-Version erhielten die neuen Funktionen dieser Edition als kostenloses Update. Publisher der digitalen Version der Youtubers-Life-OMG!-Edition ist Raiser Games, Koch Media ist für die Retail-Veröffentlichung zuständig.
Am 20. Oktober 2016 wurde mit Update 0.8.0 die Möglichkeit hinzugefügt, einen Musik-Kanal zu betreiben.

## Rezeption

### Rezensionen
Das Spiel erhielt zum Großteil mittelmäßige Wertungen. Für die PC-Version aggregiert Metacritic aus Tests der Fachpresse eine durchschnittliche Bewertung von 63 von 100 Punkten, die Switch-Version wird leicht schlechter bewertet mit 53 von 100 Punkten.
Andrea Forlani von Eurogamer Italy schreibt, dass es sich bei Youtubers Life grundsätzlich um ein gutes Simulationsspiel handelt, viele Elemente jedoch bereits nach kurzer Zeit zu repetitiv sind.
Technische Probleme des Switch-Ports, wie eine niedrige Framerate und lange Ladezeiten, wurden von den Testern negativ aufgenommen.

### Auszeichnungen
| Preisverleihung                      | Kategorie         | Resultat  | Datum |
| ------------------------------------ | ----------------- | --------- | ----- |
| Indie Developer Burger Awards        | Juego Menos Indie | Nominiert | 2016  |
| IX Premios Nacionales del Videojuego | Mejor Juego de PC | Nominiert | 2016  |
| DeVuego Awards                       | Mejor Estudio     | Gewonnen  | 2016  |
| DeVuego Awards                       | Mejor Idea        | Gewonnen  | 2016  |
| DeVuego Awards                       | Mejor Producción  | Gewonnen  | 2016  |